# انتشارات دانشگاه ادینبرو
انتشارات دانشگاه ادینبرو (به انگلیسی: Edinburgh University Press) یک ناشر علمی کتاب‌ها و مجلات دانشگاهی است که در ادینبرو، اسکاتلند مستقر است.

## تاریخچه
انتشارات دانشگاه ادینبرو در دهه ۱۹۴۰ تأسیس شد و در سال ۱۹۹۲ به یک شرکت تابعه کامل از دانشگاه ادینبرو تبدیل شد. کتاب‌ها و مجلاتی که توسط این انتشارات منتشر می‌شوند، نشان حق چاپ دانشگاه ادینبرو را دارند. تمام پروژه‌های انتشاراتی پیشنهادی توسط کمیته انتشارات که متشکل از دانشگاهیان دانشگاه است، ارزیابی و تأیید می‌شود. از اوت ۲۰۰۴، انتشارات دارای وضعیت خیریه هستند.
در نوامبر ۲۰۱۳، انتشارات دانشگاه ادینبرو، انتشارات دانشگاه داندی را با مبلغی نامشخص، با هدف اعلام شده افزایش فروش کتاب‌های درسی و دیجیتال، با تمرکز ویژه بر قانون، خریداری کرد. برودیس به انتشارات دانشگاه ادینبرو در مورد شرایط اکتساب مشاوره داد.

## انتشار
انتشارات دانشگاه ادینبرو مجموعه ای از انتشارات تحقیقاتی را منتشر می‌کند که شامل تک نگاریهای علمی و آثار مرجع و همچنین مطالبی است که به صورت آنلاین در دسترس هستند. انتشارات همچنین کتاب‌های درسی را برای دانشجویان و استادان منتشر می‌کنند. انتشارات سالانه حدود ۲۰۵ کتاب و ۴۲ مجله منتشر می‌کنند.
انتشارات دانشگاه ادینبرو بیشتر آثار مربوط به زمینه علوم انسانی و اجتماعی را منتشر می‌کند.

### کتابهای الکترونیکی
انتشارات در پلتفرم‌های کتاب الکترونیکی دانشگاه انتشارات آنلاین (به عنوان بورسیه آنلاین ادینبرو)، کتاب‌ها در جی‌استور و انتشارات دانشگاه آنلاین، شرکت می‌کنند و همچنین با تعدادی از گردآورنده‌های کتاب الکترونیکی کار می‌کنند.

### دسترسی آزاد
این انتشارات از انتشار آثار مختلف با دسترسی آزاد طلایی و سبز پشتیبانی می‌کند، و یکی از ۱۳ ناشر است که در برنامه آزمایشی دانش بدون قفل، با یک رویکرد کنسرسیوم کتابخانه‌ای جهانی برای تأمین مالی کتاب‌های با دسترسی آزاد، شرکت می‌کند.

## کسب و کار
متولیان معمولاً پنج بار در سال گرد هم می‌آیند و مسئولیت اداره انتشارات دانشگاه ادینبرو را بر عهده دارند.
انتشارات دانشگاه ادینبرو در سال منتهی به ۳۱ ژوئیه ۲۰۲۱، مجموعاً بیش از ۴٫۰۰۰٫۰۰۰ پوند از کتاب و مجلات درآمد به دست آورد که نسبت به سال قبل ۹ درصد افزایش داشت و سودی معادل ۳۱۶٫۰۰۰ پوند داشت.